# Brunon Rduch
Brunon „Bruno“ Rduch (* 1960) ist ein ehemaliger polnischer Badmintonspieler, der später in die Bundesrepublik Deutschland übersiedelte. 

## Sportliche Karriere
1979 gewann Rduch seinen ersten Titel bei den Polnischen Meisterschaften im Herreneinzel, nachdem er zuvor schon mehrere Titel bei den Junioren gesammelt hatte. International war Rduch Stammgast in der DDR beim Werner-Seelenbinder-Turnier. 
Nach seiner Übersiedlung in den Westen spielte er beim VfL Hamburg 93 und qualifizierte sich zum Badminton-A-Trainer. Auch Bruder Piotr Rduch ist ein ehemaliger erfolgreicher Spieler. Sohn Sebastian führt die Badminton-Tradition der Familie Rduch fort. 

## Sportliche Erfolge
| Saison | Veranstaltung                          | Disziplin    | Platz | Name                                               |
| ------ | -------------------------------------- | ------------ | ----- | -------------------------------------------------- |
| 1976   | Polnische Einzelmeisterschaften        | Herrendoppel | 3     | Adam Jaromin / Brunon Rduch (Unia Bieruń Stary)    |
| 1977   | Polnische Meisterschaften der Junioren | Herrendoppel | 1     | Brunon Rduch / Norbert Wegrzyn                     |
| 1977   | Polnische Meisterschaften der Junioren | Herreneinzel | 1     | Brunon Rduch                                       |
| 1978   | Polnische Meisterschaften der Junioren | Herrendoppel | 1     | Brunon Rduch / Norbert Wegrzyn                     |
| 1978   | Polnische Einzelmeisterschaften        | Herrendoppel | 2     | Brunon Rduch / Norbert Węgrzyn (Unia Bieruń Stary) |
| 1978   | Polnische Meisterschaften der Junioren | Mixed        | 1     | Brunon Rduch / Iwona Nabielek                      |
| 1978   | Polnische Einzelmeisterschaften        | Herreneinzel | 2     | Brunon Rduch (Unia Bieruń Stary)                   |
| 1979   | Polnische Einzelmeisterschaften        | Herreneinzel | 1     | Brunon Rduch (Unia Bieruń Stary)                   |
| 1979   | Polnische Einzelmeisterschaften        | Herrendoppel | 3     | Brunon Rduch / Norbert Węgrzyn (Unia Bieruń Stary) |
| 1980   | Polnische Einzelmeisterschaften        | Herrendoppel | 2     | Brunon Rduch / Norbert Węgrzyn (Unia Bieruń Stary) |
| 1980   | Polnische Einzelmeisterschaften        | Herreneinzel | 2     | Brunon Rduch (Unia Bieruń Stary)                   |
| 1981   | Polnische Einzelmeisterschaften        | Herreneinzel | 1     | Brunon Rduch (Unia Bieruń Stary)                   |
| 1981   | Polnische Einzelmeisterschaften        | Herrendoppel | 1     | Brunon Rduch / Norbert Węgrzyn (Unia Bieruń Stary) |
| 1981   | Polnische Einzelmeisterschaften        | Mixed        | 2     | Brunon Rduch / Iwona Nabiałek (Unia Bieruń Stary)  |
| 1983   | Polnische Einzelmeisterschaften        | Herreneinzel | 2     | Brunon Rduch (Unia Bieruń Stary)                   |
| 1983   | Polnische Einzelmeisterschaften        | Herrendoppel | 3     | Brunon Rduch / Norbert Węgrzyn (Unia Bieruń Stary) |
| 1984   | Polnische Einzelmeisterschaften        | Herrendoppel | 3     | Brunon Rduch / Piotr Rduch (Unia Bieruń Stary)     |
| 1984   | Polnische Einzelmeisterschaften        | Herreneinzel | 3     | Brunon Rduch (Unia Bieruń Stary)                   |
| 1984   | Polnische Einzelmeisterschaften        | Mixed        | 3     | Brunon Rduch / Iwona Nabiałek (Unia Bieruń Stary)  |
| 1985   | Polnische Einzelmeisterschaften        | Herreneinzel | 3     | Brunon Rduch (Unia Bieruń Stary)                   |
| 1986   | Polnische Einzelmeisterschaften        | Herrendoppel | 2     | Brunon Rduch / Piotr Rduch (Unia Bieruń Stary)     |
| 1986   | Polnische Einzelmeisterschaften        | Mixed        | 3     | Brunon Rduch / Karolina Piątek (Unia Bieruń Stary) |